# Veľký Slivník
Veľký Slivník (in ungherese Nagyszilva) è un comune della Slovacchia facente parte del distretto di Prešov, nella regione omonima.